# 莫宁镇区
莫宁镇区，又译孟养镇区，是缅甸克钦邦莫宁县最南部的镇区。行政机构驻最大的城镇莫宁。出产玉石、宝石级的蓝晶石，及琥珀、金、碧玉。镇区中北部设有印多吉湖野生动物保护区。
和平分镇区隶属于莫宁镇区，分镇区包括1个镇、4个街区、8个村组、27个自然村，8315户，49160人（2012年），面积642平方公里，距离莫宁为35公里。